# Lola Albright
Lola Albright, född 20 juli 1924 i Akron, Ohio, död 23 mars 2017 i Toluca Lake nära Los Angeles, Kalifornien, var en amerikansk skådespelare och sångare. Hon filmdebuterade 1947, men arbetade mestadels som skådespelare för TV. Hon hade en större återkommande roll som nattklubbssångerskan Edie Hart i TV-serien Peter Gunn 1958-1961.

## Filmografi, urval
- 1949 – Champion
- 1950 – Storstad i fara
- 1950 – Ta' fast bovarna!
- 1955 – Ljuva ungkarlstid
- 1957 – Pawnee
- 1961 – Hets i blodet
- 1962 – Kid Galahad
- 1964 – Les félins
- 1966 – Galen till tusen
- 1967 – Våldets väg västerut
- 1968 – Vad hände när ljuset slocknade?